# Recsani-Cselopecsko
Recsani-Cselopecsko (macedónul: Речани-Челопечко) település Észak-Macedóniában, a Délnyugati körzet Kicsevói járásában, 2013-ig a Vranesticai járás része volt, ami teljes egészében beolvadt a Kicsevói járásba.

## Népesség
| Lakosok száma | 142  | 156  | 133  | 113  | 58   | 24   | 31   | 22   | 14   |
|               | 1948 | 1953 | 1961 | 1971 | 1981 | 1991 | 1994 | 2002 | 2021 |

2002-ben 22 lakosa volt, akik mindannyian macedónok.